# Trochanteria ranuncula
Espèce
Trochanteria ranuncula est une espèce d'araignées aranéomorphes de la famille des Trochanteriidae.

## Distribution
Cette espèce est endémique du Rio Grande do Sul au Brésil,.

## Description
La femelle décrite par Platnick en 1986 mesure 5,20 mm.

## Publication originale
- Karsch, 1878 : Exotisch-araneologisches. Zeitschrift für die Gesammten Naturwissenschaften, vol. 51, p. 322-333 & 771-826.